# Richard Kaczynski
Richard Kaczynski (* 10. November 1963) ist ein US-amerikanischer Autor und Dozent auf den Gebieten der Sozialpsychologie und der Neuen religiösen Bewegung.

## Leben und Wirken
Kaczynski hat einen Bachelor of Science-Abschluss, Master-Abschlüsse und einen Ph.D. in Sozialpsychologie von der Wayne State University. Derzeit ist er Mitarbeiter am Institut für Psychiatrie der Yale University. Er ist außerdem Lehrbeauftragter für Kieferorthopädie an der University of Detroit Mercy School of Dentistry.
Kaczynski hat Dutzende von Artikeln in einer Vielzahl von akademischen Peer-Review-Journalen veröffentlicht, die von der Bewertung nationaler Programme für eine umfassende Arbeitstherapie bis hin zu klinischen Studien mit mehreren Standorten zur Wirksamkeit der Behandlung von bipolaren Störungen (STEP-BD), Schizophrenie (CATIE) und der Alzheimer-Krankheit (CATIE) reichen. Weitere Erfahrungsbereiche sind psychische Gesundheit, Pflege, Drogenmissbrauch, pränatale Gesundheit, Kieferorthopädie, Gewaltverbrechen, Notaufnahme und Posttraumatische Belastungsstörung bei Überlebenden des Holocaust.
Kaczynski ist bekannt für seine Biografie des Okkultisten Aleister Crowley Perdurabo: Das Leben von Aleister Crowley. Die Times Literary Supplement beschrieb sie als bisher wichtigste Biografie, die norwegischen Tageszeitung Aftenposten bezeichnete sie als die beste Biografie über Crowley. Kaczynskis Schriften über Okkultismus erschienen in verschiedenen Zeitschriften, darunter die High Times.
Kaczynski spielt außerdem als Keyboarder in der Band House of Usher und ist seit 1987 Mitglied des Ordens Ordo Templi Orientis.

## Veröffentlichungen (Auswahl)

### Bücher
- The Revival of Magick and Other Essays by Aleister Crowley.  Hymenaeus Beta and Richard Kaczynski, ed.  New Falcon, 1998.  ISBN 978-1-56184-133-2
- Perdurabo: The Life of Aleister Crowley. New Falcon Publications, 2002. ISBN 1-56184-170-6
- Panic in Detroit: The Magician and the Motor City. Blue Equinox, 2006.
- The Weiser Concise Guide to Aleister Crowley (co-authored with James Wasserman). Weiser Books, 2009. ISBN 978-1-57863-456-9
- Beauty and Strength: Proceedings of the Sixth Biennial National Ordo Templi Orientis Conference R. Kaczynski, ed., BookSurge Publishing, 2009. ISBN 1-4392-4734-X
- Perdurabo, Revised and Expanded Edition: The Life of Aleister Crowley 2nd ed., North Atlantic Books. ISBN 978-1-55643-899-8
- Forgotten Templars, The Untold Origins of the Ordo Templi Orientis, 2012

### Artikel über Metaphysik
- Preface to J.F.C. Fuller’s Bibliotheca Crowleyana. Edmonds, WA: Sure Fire Press, 1989
- The Structure and Correlates of Metaphysical Beliefs Among a Sample of Behaviorally Committed Participants. Doctoral dissertation, Wayne State University, Detroit, 1983
- „Foreword“ to People of the Earth: The New Pagans Speak Out by Ellen Evert Hopman, Lawrence Bond. Inner Traditions, 1995. ISBN 0-89281-559-0 reissued and renamed Being a Pagan: Druids, Wiccans, and Witches Today Destiny Books 2001 ISBN 0-89281-904-9, ISBN 978-0-89281-904-1
- Daybreak: Early History and Origins of the British Golden Dawn in Golden Dawn Sourcebook by Darcy Kuntz. Holmes Publishing, (1996). ISBN 1-55818-332-9
- Taboo and Transformation in the Works of Aleister Crowley in Rebels & Devils: The Psychology of Liberation, edited by Christopher S. Hyatt. New Falcon Publications, (1996). ISBN 1-56184-153-6
- Barking up the wrong tree: The Kabbalah that the western Hermetic tradition overlooked. In P. Kershaw (Ed.), Proceedings of Convocation ’96. Magical Education Council of Ann Arbor: Ann Arbor, MI. 1996
- Equidistant letter sequences: A guide for the perplexed. In P. Kershaw (Ed.), Proceedings of Convocation ’98. Magical Education Council of Ann Arbor: Ann Arbor, MI. 1998
- An introduction to „The Revival of Magick“ In Proceedings of Convocation ’99. Magical Education Council of Ann Arbor: Ann Arbor, MI. 1999
- Carl Kellner’s occult roots: Sex and sex magick in the Victorian age. In Richard Kaczynski (ed.), Beauty & Strength:  Proceedings of the Sixth Biennial National Conference of Ordo Templi Orientis. Riverside, CA: Ordo Templi Orientis, 2009
- Iconic or iconoclastic?  The Thoth Tarot and the Western esoteric tradition.  Tarosophist International #4 (September). 2009
- The Method of Science: Ten Steps toward Scientific Illuminism. Neshamah (fall 2010). 2010

### Filme
- 2007: Aleister Crowley. The Beast 666, (als Mitwirkender) Dokumentarfilm, Regie Donna Zuckerbrot, TV-Produktion, Vision TV[8]